# Synagoge (Travnik)
Die Synagoge von Travnik war der jüdische Sakralbau der Stadt Travnik in Bosnien und Herzegowina.

## Lage
Die Synagoge befand sich an der Hauptdurchfahrtstraße direkt am Aufgang von dem Händlerviertel (bosnisch Čaršija) zur Burg und dem Varoš-Viertel. Der Standort des Vorgängerbaus ist nicht endgültig geklärt, er befand sich aber vermutlich an derselben Stelle.

## Geschichte
Die jüdische Gemeinde von Travnik war eine der größten in Bosnien und entstand bereits in der osmanischen Zeit. Ähnlich wie in Sarajevo war der Schutz durch den Herrschaftssitz in der Stadt ein wichtiger Grund für die frühe Ansiedlung. Leider wurden zahlreiche Dokumente der Gemeinde bei Bränden und im NDH-Staat zerstört, so dass keine genauen Belege mehr existieren. Der Historiker Hamdija Kreševljaković schrieb im Jahr 1961 in seinem Werk Esnafi i obrt u Bosni i Hercegovini, dass nach dem Angriff des Prinzen Eugen von Savoyen auf Sarajevo, bei dem große Teile der Stadt durch einen Brand zerstört wurden, etliche der dort lebenden sephardischen Juden die Entscheidung trafen, nach Travnik überzusiedeln. Das wirkt glaubwürdig, da auch der Regierungssitz des Eyâlet Bosnien im Jahr 1699 nach Travnik verlegt wurde und dort bis zum Jahr 1850 verblieb. Es gab allerdings auch schon zuvor sephardische Juden in Travnik, etwa die seit 1660 nachweisbare Familie Atijas.
In den Jahren 1768 und 1769 wurde die erste sephardische Synagoge Il Kal Santo erbaut. Dies machte sie zur zweitältesten jüdischen Synagoge des Landes. Die weitere Geschichte ist nur in Bruchstücken bekannt, aber offenbar brannte sie spätestens im Jahr 1860 nieder, weshalb man an der Stelle einer Holzkapelle aus dem Jahr 1840 einen Neubau errichtete, der als zweite sephardische Synagoge in der Stadtgeschichte auch „neue Synagoge“ genannt wurde. Offiziell wurde sie aber ebenfalls in Ladino benannt und erhielt den Namen Il Kal Kadosh. Darüber hinaus hieß sie im Volksmund schlicht Kalkadoš und Templ. Il Kal Kadosh entstand am Fuße der Poturmahala, einem Stadtviertel unterhalb des Herrschaftssitzes, nördlich des Basars, wo sich auch die Schule (Ladino Maldarim) befand. Für die Errichtung des Gotteshauses wurden alle willigen Gemeindemitglieder mit einem Anteil von 34 Arbeitsstunden hinzugezogen, da strenggläubige Mitglieder der Gemeinde keine Handwerker anderer Religionen dulden wollten. Solange wurden Zusammenkünfte in größeren Wohnungen der Gemeindemitglieder abgehalten. Es entstand ein 150 m² großer Raum mit Mauern aus Lehmziegeln.
Die Einwohnerzahl stieg im Laufe der Zeit an und im Jahr 1879 wurden 379 Juden gezählt, wobei ihre tatsächliche Zahl noch höher gelegen haben dürfte, da viele in Sarajevo gemeldet waren, was sich daraus erklärt, dass der Sitz in der ersten Hälfte des 19. Jahrhunderts mehrfach wegen schwerer Unruhen in Travnik für einige Jahre nach Sarajevo verlegt werden musste. Zudem wurde Kinder aus Angst vor höheren Steuern teils unvollständig gemeldet. Auch im Roman Wesire und Konsuln (1945) von Ivo Andrić, der im frühen 19. Jahrhundert spielt, haben die sephardischen Juden der Stadt eine eigene Rolle. Damals lebten ca. 50 jüdische Familien – also bereits mehrere hundert Juden – in Travnik. Es gab aber auch negative Ereignisse in dieser Zeit. So wurde jüdischen Bewohnern von Travnik im Jahr 1818 unterstellt, einen Ritualmord begangen zu haben. Die Verdächtigten wurden nur auf Druck der Gemeinde hin freigelassen, die umgehend Beweise vom Kajmekam eingefordert hatte.
Nach dem Okkupationsfeldzug in Bosnien im Jahr 1878 kamen durch die neue Herrschaft Österreich-Ungarns auch aschkenasische Juden nach Bosnien. Sie bildeten in Travnik eine eigene Gemeinde. Im Jahr 1903 waren von 6.626 Einwohnern 426 Juden. Es gab 56 sephardische und 24 aschkenasische Familien. Im selben Jahr kam es im September zu zwei großen Stadtbränden, bei denen auch Synagoge und Schule beschädigt wurden. Die Eisenbahndirektion beglich die Sachschäden, da eine Schmalspurlokomotive den ersten Brand ausgelöst hatte. Im Gemeinderat war damals auch eine Jude vertreten. Danach nahm ihre Zahl durch Abwanderung aufgrund der schlechten wirtschaftlichen Lage, mit verursacht durch den doppelten Großbrand, der auch viele Geschäfte zerstörte, aber auch aufgrund des Ersten Weltkriegs, ab. Zudem gab es vermehrt Heiraten nach Sarajevo und in andere Städte sowie Abwanderung zum Studienort.
Im April 1941 wurde die Synagoge durch den NDH-Staat geschlossen und die Thorarollen wurden an das Jesuitenmuseum verschenkt. Die Synagoge wurde geplündert und Feuer gelegt. Ab August 1941 kam es zu Massenverhaftungen und Deportationen in das KZ Kruščica. Als sich dort zusammen mit Juden aus anderen Städten mehr als 1.500 Menschen befanden, kam der Befehl, sie in andere Konzentrationslager, darunter das KZ Jasenovac, das KZ Stara Gradiška und das KZ Đakovo zu verbringen. Nur 16 Juden kehrten nach dem Zweiten Weltkrieg zurück, 271 der 296 jüdischen Bewohner von Travnik und Umgebung wurden ermordet. Die entweihte Synagoge wurde in den 1950er Jahren an die Stadt verkauft und fortan als Metallwerkstatt genutzt. Diese Nutzung endete kurz vor dem Bosnienkrieg.
Der jüdische Friedhof im Stadtteil Bojna besteht noch aus mehreren hundert Grabsteinen. Der älteste Stein stammt aus dem Jahr 1762. Dort befindet sich auch ein Denkmal für die ermordeten Juden, das im Jahr 1979 eingeweiht wurde. Auch eine Mikveh gab es in Travnik. Einige beim Bau eines Wohnhauses im Jahr 1989 gefundene Silber-Artefakte der Familie Konforti wurden dem Stadtmuseum übergeben.

### Abriss
Dadurch, dass sich niemand mehr um das verlassene Gebäude kümmern konnte, verfiel die ehemalige Synagoge langsam und im März 2006 wurde erstmals der Einsturz einer Wand an der Westseite gemeldet. Daher wurde vorgeschlagen, sie zu einem Museum für die Geschichte der Juden von Travnik umzugestalten, da sie einer der letzten Zeugen der jüdischen Vergangenheit der Stadt war. Schon zuvor befand sich an der Synagoge eine Tafel der UNESCO, die auf Englisch und Bosnisch erklärte, dass es sich um die ehemalige Synagoge handele. Zudem wurde auf dieser kurz ihre Geschichte zusammengefasst. Obwohl auch Stadtmuseum und Stadt Interesse an einer Museumslösung bekundet hatten, beschloss man zwei Jahre später den Abriss, um dort eine Einkaufsmöglichkeit zu schaffen. Dies wurde trotz Protesten von Einheimischen umgesetzt und die Synagoge im September 2008 abgerissen. Eine umfassende Dokumentation des Gebäudes oder die Bergung eines angenommenen Grundsteins war daher nicht mehr möglich.

## Baubeschreibung
Trotz der seit der im Jahr 1850 verabschiedeten Reform des Omer Pascha Latas, die auch Neubauten von religiösen Minderheiten ermöglichte, entstand nur ein sehr schlichter Bau. Wie die meisten Synagogen des Landes war er zweietagig, damit die Frauen auf einer Galerie separat beten konnten. Ein separater Eingang führte dorthin. Für den Rabbi gab es einen Sockel. Rechts und links vom Straßeneingang befanden sich große quadratische Fenster, die Ostseite war dreiachsig und besaß rechteckige Fenster. Das Nachbargebäude hinter der Synagoge war die Schule, in der auch der Rabbi wohnte.